# Patrick Dempsey
Patrick Galen Dempsey (Lewiston, 13 gennaio 1966) è un attore statunitense.

## Biografia
Da piccolo soffre di dislessia, disturbo che gli causa problemi di inserimento a scuola e lo spinge a dedicarsi allo sport, fino a vincere il locale campionato di sci e ad avvicinarsi al teatro. Dopo essersi diplomato alla Buckfield High School, a 17 anni viene chiamato per una audizione a New York e nel 1985 esordisce sullo schermo nel film Catholic Boys. Dopo l'exploit con la commedia Playboy in prova (1987), seguiranno ruoli in classiche commedie adolescenziali come Meatballs - Porcelloni in vacanza (1987), Seduttore a domicilio (1989) e Innamorati pazzi (1989) accanto a un giovane Brad Pitt.
Diventa noto interpretando Derek Shepherd nella serie televisiva Grey's Anatomy. Partecipa anche al film Virus letale di Wolfgang Petersen, con Morgan Freeman e Dustin Hoffman, all'horror Scream 3, ai film televisivi Angeli d'acciaio e Il settimo è quello giusto e alla commedia romantica Tutta colpa dell'amore, al fianco di Reese Witherspoon. È guest star in alcuni episodi di Will & Grace e nel 2006 la Disney lo sceglie come voce originale dell'orso Kenai nel sequel del film d'animazione Koda, fratello orso 2.
Nel 2007 interpreta il ruolo di un avvocato divorzista accanto ad Amy Adams nel film Disney campione d'incassi Come d'incanto e recita con Hilary Swank nel drammatico Freedom Writers. Sempre nel 2007 si posiziona secondo nella classifica stilata dalla rivista People tra gli uomini più sexy del pianeta e nello stesso periodo è scelto da Versace come volto della campagna uomo. Nel 2008 è il protagonista della commedia romantica Un amore di testimone, accanto a Michelle Monaghan.
Nel 2010 prende parte a Appuntamento con l'amore, commedia romantica diretta da Garry Marshall, in cui recita insieme a Julia Roberts e Anne Hathaway. Nel 2011 l'attore è nel cast di Transformers 3, terzo capitolo di una saga di successo, in cui recita al fianco di Shia LaBeouf e Josh Duhamel. Nel 2011 esce Le regole della truffa, commedia dall'atmosfera poliziesca che l'attore produce e interpreta personalmente.
Appassionato di corse e motori, nel settembre 2012 partecipa al Maserati Trofeo World Series insieme al pilota e stuntman Greg Tracy al Sonoma Raceway in California. Nel giugno 2013 prende parte, per la seconda volta, alla 24 Ore di Le Mans (la prima nel 2009) a bordo della Porsche 911 GT3 della scuderia Dempsey Del Piero Proton, scuderia da lui fondata qualche mese prima insieme ad Alessandro Del Piero. Nel 2015 l'attore lascia Grey's Anatomy dopo undici stagioni. Nel 2018 la Dempsey Proton vince la 24 ore di Le Mans classe GTE-AM.
Fonda nel 2007 il Dempsey Center, un centro medico.

## Vita privata
Dal 1999 è sposato con Jillian Fink, truccatrice della casa cosmetica Avon, da cui ha avuto tre figli.

## Filmografia

### Attore

#### Cinema
- Catholic Boys (Heaven Help Us), regia di Michael Dinner (1985)
- Stuff - Il gelato che uccide (The Stuff), regia di Larry Cohen (1985)
- Meatballs - Porcelloni in vacanza (Meatballs III: Summer Job), regia di George Mendeluk (1986)
- Il pomo di Adamo (In the Mood), regia di Phil Alden Robinson (1987)
- Playboy in prova (Can't Buy Me Love), regia di Steve Rash (1987)
- La luna spezzata (In a Shallow Grave), regia di Kenneth Bowser (1988)
- Some Girls, regia di Michael Hoffman (1988)
- Seduttore a domicilio (Loverboy), regia di Joan Micklin Silver (1989)
- Innamorati pazzi (Happy Together), regia di Mel Damski (1989)
- Coupé de ville, regia di Joe Roth (1990)
- Run, regia di Geoff Burrowes (1991)
- L'impero del crimine (Mobsters), regia di Michael Karbelnikoff (1991)
- Bank Robber, regia di Nick Mead (1993)
- La musica del cuore (Face the Music), regia di Carol Wiseman (1993)
- 110 e lode (With Honors), regia di Alek Keshishian (1994)
- Virus letale (Outbreak), regia di Wolfgang Petersen (1995)
- Piscine - Incontri a Beverly Hills (Hugo Pool), regia di Robert Downey Sr. (1997)
- Denial (Something About Sex), regia di Adam Rifkin (1998)
- The Treat, regia di Jonathan Gems (1998)
- There's No Fish Food in Heaven, regia di Eleanor Gaver (1998)
- Ava's Magical Adventure, regia di Patrick Dempsey e Rocky Parker (1998)
- Me and Will, regia di Melissa Behr, Sherrie Rose (1999)
- Scream 3, regia di Wes Craven (2000)
- Rebellion, regia di Ivan Sergei (2002)
- Il club degli imperatori (The Emperor's Club), regia di Michael Hoffman (2002)
- Tutta colpa dell'amore (Sweet Home Alabama), regia di Andy Tennant (2002)
- Shade, regia di Kimberly Williams-Paisley – cortometraggio (2006)
- Freedom Writers, regia di Richard LaGravenese (2007)
- Come d'incanto (Enchanted), regia di Kevin Lima (2007)
- Un amore di testimone (Made of Honor), regia di Paul Weiland (2008)
- Appuntamento con l'amore (Valentine's Day), regia di Garry Marshall (2010)
- Le regole della truffa (Flypaper), regia di Rob Minkoff (2011)
- Transformers 3 (Transformers: Dark of the Moon), regia di Michael Bay (2011)
- Bridget Jones's Baby, regia di Sharon Maguire (2016)
- Come per disincanto - E vissero infelici e scontenti (Disenchanted), regia di Adam Shankman (2022)
- Ferrari, regia di Michael Mann (2023)
- Thanksgiving, regia di Eli Roth (2023)

#### Televisione
- Una decisione difficile (A Fighting Choice), regia di Ferdinand Fairfax – film TV (1986)
- Fast Times – serie TV, 7 episodi (1986)
- J.F.K. Reckless Youth, regia di Harry Winer – film TV (1993)
- For Better and for Worse, regia di Paolo Barzman – film TV (1993)
- Un'estranea in famiglia (Bloodknot), regia di Jorge Montesi – film TV (1995)
- Il diritto di non parlare (The Right to Remain Silent), regia di Hubert de La Bouillerie – film TV (1996)
- Le stagioni dell'odio (A Season in Purgatory), regia di David Greene – film TV (1996)
- 20.000 leghe sotto i mari (20,000 Leagues Under the Sea), regia di Rod Hardy – film TV (1997)
- The Player, episodio pilota scartato (1997)
- Odd Jobs, episodio pilota scartato (1997)
- The Escape, regia di Stuart Gillard – film TV (1998)
- Delitto e castigo (Crime and Punishment), regia di Joseph Sargent – film TV (1998)
- Geremia il profeta (Jeremiah), regia di Harry Winer – film TV (1998)
- Ancora una volta (Once and Again) – serie TV, 4 episodi (2000-2002)
- Will & Grace – serie TV, episodi 3x06-3x13-3x14 (2000-2001)
- Blonde, regia di Joyce Chopra – film TV (2001)
- Chestnut Hill, episodio pilota scartato (2001)
- Corsairs, episodio pilota scartato (2002)
- About a Boy, episodio pilota scartato (2003)
- Il settimo è quello giusto (Lucky 7), regia di Harry Winer – film TV (2003)
- Karen Sisco – serie TV, episodio 1x01 (2003)
- Angeli d'acciaio (Iron Jawed Angels), regia di Katja von Garnier – film TV (2004)
- The Practice - Professione avvocati (The Practice) – serie TV, episodi 8x13-8x14-8x15 (2004)
- Grey's Anatomy – serie TV, 241 episodi (2005-2015, 2021)
- Private Practice – serie TV, episodi 2x16-5x15 (2009-2012)
- La verità sul caso Harry Quebert (The Truth About the Harry Quebert Affair), regia di Jean-Jacques Annaud – miniserie TV (2018)
- Diavoli (Devils) – serie TV, 18 episodi (2020-2022)
- Dexter: Original Sin – serie TV, 10 episodi (2024-2025)

### Doppiatore
- The Super Mario Bros. Show – serie TV, episodio 1x24 (1989)
- Koda, fratello orso 2 (Brother Bear 2), regia di Ben Gluck (2006)

### Regista
- Ava's Magical Adventure, co-diretto insieme a Rocky Parker (1998)

### Produttore
- Le regole della truffa (Flypaper) (2011)
- Patrick Dempsey - Obiettivo Le Mans (Patrick Dempsey: Racing Le Mans) - docu-reality, 4 episodi (2013) – produttore esecutivo
- The Peloton Project, regia di Ramsey Tripp (2015) – produttore esecutivo
- La verità sul caso Harry Quebert (The Truth About the Harry Quebert Affair), regia di Jean-Jacques Annaud – miniserie TV (2018)
- Attraverso i miei occhi (The Art of Racing in the Rain), regia di Simon Curtis (2019)

## Riconoscimenti
- Golden Globe
  - 2005 – Candidatura al miglior attore in una serie drammatica per Grey's Anatomy
  - 2006 – Candidatura al miglior attore in una serie drammatica per Grey's Anatomy
- Emmy Awards
  - 2001 – Candidatura al miglior attore ospite in una serie drammatica per Once and Again
- MTV Movie Awards
  - 2008 – Candidatura al miglior bacio (con Amy Adams) per Enchanted
- People’s Choice Awards
  - 2008 – Miglior star maschile televisiva per Grey's Anatomy
  - 2009 – Candidatura al miglior attore televisivo drammatico per Grey's Anatomy
  - 2010 – Candidatura al miglior attore televisivo drammatico per Grey's Anatomy
  - 2012 – Candidatura al miglior attore televisivo drammatico per Grey's Anatomy
  - 2014 – Candidatura al miglior attore televisivo drammatico per Grey's Anatomy
  - 2015 – Miglior attore televisivo drammatico per Grey's Anatomy
- Screen Actors Guild Awards
  - 2006 – Candidatura al miglior attore in una serie drammatica per Grey's Anatomy
  - 2006 – Candidatura al miglior cast in una serie drammatica per Grey's Anatomy
  - 2007 – Miglior cast in una serie drammatica per Grey's Anatomy
  - 2008 – Candidatura al miglior cast in una serie drammatica per Grey's Anatomy

## Doppiatori italiani
Nelle versioni in italiano delle opere in cui ha recitato, Patrick Dempsey è stato doppiato da:
- Stefano Benassi in Grey's Anatomy, Come d'incanto, Private Practice, Un amore di testimone, Transformers 3, La verità sul caso Harry Quebert, Diavoli, Come per disincanto - E vissero infelici e scontenti, Ferrari, Thanksgiving, Dexter: Original Sin
- Giorgio Borghetti in Meatballs - Porcelloni in vacanza, Innamorati pazzi, Angeli d'acciaio, The Practice - Professione avvocati, Appuntamento con l'amore, Bridget Jones's Baby
- Franco Mannella in Scream 3, Le regole della truffa
- Teo Bellia in Un'estranea in famiglia, La musica del cuore
- Fabrizio Manfredi in Playboy in prova
- Vittorio De Angelis in Seduttore a domicilio
- Mauro Gravina ne L'impero del crimine
- Danilo De Girolamo in 110 e lode
- Simone Mori in Virus letale
- Alessio Cigliano ne Il diritto di non parlare
- Lorenzo Scattorin in Piscine - Incontri a Beverly Hills
- Massimo De Ambrosis in Geremia il profeta
- Francesco Prando in Delitto e castigo
- Christian Iansante in Will & Grace
- Marcello Cortese in Blonde
- Luigi Ferraro ne Il club degli imperatori
- Vittorio Guerrieri in Tutta colpa dell'amore
- Riccardo Rossi in Freedom Writers

Da doppiatore è sostituito da:
- Stefano Crescentini in Koda, fratello orso 2